# Upottery
Upottery (Über dem Otter) ist ein zur englischen Grafschaft Devon gehörende und etwa 44 Kilometer nordöstlich der Stadt Exeter gelegenes Dorf und Civil parish. 2022 wohnten im Parish 773 Einwohner.
Der Name der Stadt ist abgeleitet von dem Fluss River Otter, an dem sich in keltischer und später römischer Zeit die ersten Menschen ansiedelten. 1191 wurde Upottery erstmals urkundlich erwähnt.
Im Zweiten Weltkrieg betrieb die Royal Air Force für die United States Army Air Forces ein Flugfeld bei Upottery (als RAF Upottery oder Smeatharpe bekannt), von dem aus Teile der 101. US-Luftlandedivision zur Landung in der Normandie abflogen. Dieser Einsatz wird in der ersten Episode von Band of Brothers thematisiert.

## Belege
1. 1 2  Upottery. UK Census Data, 13. Dezember 2022, abgerufen am 17. August 2025 (englisch).